# 폴앙리 산다오고 다미바
폴앙리 산다오고 다미바(프랑스어: Paul-Henri Sandaogo Damiba, 1981년 1월~)는 부르키나파소의 임시 대통령으로 2022년 1월 31일부터 9월 30일까지 부르키나파소의 임시 대통령을 지냈으며, 군 동료인 이브라힘 트라오레에 의해 쿠데타로 해임되었다. 다미바는 8개월 전인 2022년 1월 24일 쿠데타로 로크 마르크 크리스티앙 카보레 대통령을 해임했다.

## 어린 시절 및 경력
폴앙리 산다오고 다미바는 프랑스 파리의 에콜 밀리터리를 졸업했다. 공부하는 동안, 그는 그곳에서 훈련하고 있던 미래의 기니의 대통령 마마디 둠부야를 만났다. 그는 파리에 있는 국립공예원(CNAM)에서 범죄학 석사 학위를 받았으며, 관리, 지휘 및 전략 분야에서 국방 전문가 자격증을 취득했다. 2010년부터 2020년까지, 그는 미국에서 훈련 훈련을 했다.

## 권력 장악, 통치, 몰락
2022년 1월 24일, 다미바는 쿠데타를 주도하여 로크 마르크 크리스티앙 카보레 대통령과 라시나 제르보 총리를 퇴위시키고 감금하였다. 사람들이 와가두구에서 쿠데타를 축하하는 동안, 일부 지지자들은 이슬람 테러와의 전쟁에서 러시아의 도움을 받으라는 부름의 표시로 러시아 국기를 들고 있었다. 발표 후 군부는 헌법이 정지된 상태에서 국회와 정부는 해산되었다고 선언했다. 1월 31일, 군사 정권은 헌법을 복원하고 다미바를 임시 대통령으로 임명했다.
다미바를 선두로 하여, 수호 및 회복을 위한 애국 운동 군사 정권은 안보를 개선하고 궁극적으로 문민 통치를 회복할 것을 약속했다. 그러나 군사 정권은 지하디스트들을 물리치는 데 실패했고, 대신 반군과 다른 비국가 행위자들은 심지어 작전을 확장하고 2022년 9월까지 국가의 40%를 장악했다. 많은 군 장교들은 다미바가 반란에 집중하지 않았다고 믿으며 다미바에 대해 불만을 품게 되었다. 2022년 9월 지하디스트 반군이 여러 차례 대규모 공격을 가해 임시 대통령이 내각을 개편했다. 9월 12일, 다미바는 국방장관인 아이메 바르텔레미 심포레를 해임하고, 스스로 그 자리에 올랐다. 그는 또한 사일러스 케이타 소령을 국방 담당 장관 대리인으로 임명했다. 이러한 변화는 불만을 품은 군대 분자들을 만족시키지 못했다.
2022년 9월 30일, 다미바는 이브라힘 트라오레 대위가 이끄는 불만족스러운 군대에 의해 축출되었다. 이것은 그가 권력을 잡은 지 8개월 후에 일어났다. 사헬 전문가이자 캘거리 대학의 학자인 압둘 잔야 살리푸는 그가 지하디스트들을 물리치지 못한 것이 다미바의 몰락으로 이어졌다고 주장했다.
쿠데타 이후 다미바의 행방은 여전히 알려지지 않고 있다. 트라오레가 이끄는 새 군사 정권은 나중에 다미바가 반쿠데타를 일으키기 위해 캄보인신의 프랑스 군사 기지로 도망치려 했다고 비난했다. 그러나 다미바는 혐의를 부인했고 트라오레는 나중에 프랑스가 연루되었다고 생각하지 않는다고 말했다. 프랑스는 2022년 9월 쿠데타에 대한 어떠한 개입도 부인했다.
10월 2일 종교 및 지역 사회 지도자들은 다미바가 트라오레와 중재한 후 사임하기로 합의했다고 발표했다. 다미바는 그 대가로 동맹국들이 보호받을 것이며, 그의 안전과 권리에 대한 보장, 그리고 새 군사정권이 2년 안에 민간통치를 회복하는 것에 대해 서아프리카 경제공동체(ECOWAS)에 한 약속을 이행할 것을 포함한 7개의 보장을 요구했다. 트라오레는 그 거래에 동의했고 다미바는 토고로 망명하는 것이 허락되었다.